# Soucis de millionnaire
Pour plus de détails, voir Fiche technique et Distribution.
Soucis de millionnaire (titre original : So ein Millionär hat’s schwer) est un film autrichien réalisé par Géza von Cziffra sorti en 1958.

## Synopsis
Alfons Rappert est le fidèle majordome d'Edward Collin, un riche héritier qui vit dans un luxueux hôtel particulier à Cannes. Mais Collin a un problème : il veut vraiment vivre une vie simple, et surtout pas seulement être aimé pour l'argent. Lorsqu'il est informé par son ami, le peintre Marcel, que sa fiancée Alice a déjà un amant avant le mariage, il se détourne d'elle et de la jet set. Edward se cache temporairement avec Marcel à Saint-Paul-de-Vence et ne laisse son domestique Alfons participer qu'au jeu de cache-cache.
Edward rencontre la serveuse Ninette et veut être du même côté avec elle, c'est pourquoi il fait semblant d'être démuni. Mais quand Ninette lui trouve un travail, les choses se compliquent. Se faire passer pour un voiturier ou un garçon d'étage pourrait pour un millionnaire bien connu le faire reconnaître, d'autant plus qu'il commence son travail de garçon d'étage dans son propre hôtel.
Edward est accusé de vol, et bien sûr, l'ex-fiancée infidèle Alice n'abandonne pas. Edward est obligé de se sauver avec une excuse et d'un pieux mensonge. En fin de compte, cependant, toutes les situations et tous les malentendus sont résolus à la satisfaction de tous. Edward et Ninette se marient et deviennent progressivement les heureux parents de huit enfants, dont Alfons est autorisé à être le gardien et l'oncle de la famille.

## Fiche technique
- Titre : Soucis de millionnaire
- Titre original : So ein Millionär hat’s schwer
- Réalisation : Géza von Cziffra assisté de Karl Stanzl et Laci von Ronay
- Scénario : Géza von Cziffra sous le nom de Peter Trenck, d'après le roman de Ferdinand Altkirch[2].
- Musique : Heinz Gietz
- Direction artistique : Fritz Mögle
- Photographie : Walter Tuch (de)
- Son : Herbert Janeczka
- Montage : Eleonore Kunze
- Production : Alfred Lehr
- Société de production : Österreichische Film GmbH
- Société de distribution : Sascha Film
- Pays d'origine :  Autriche
- Langue : allemand
- Format : Couleur - 1,37:1 - Mono - 35 mm
- Genre : Comédie
- Durée : 92 minutes
- Dates de sortie :
  - Allemagne de l'Ouest : 18 décembre 1958.
  - Danemark : 1er avril 1960.
  - France : 14 juillet 1961[1].

## Distribution
- Peter Alexander : Edward Collin
- Heinz Erhardt : Alfons Rappert
- Germaine Damar : Ninette
- Elga Andersen : Alice Sorel
- Loni Heuser : Mme Sorel, sa mère
- Wolfgang Wahl (de) : Marcel Magnol
- Erich Fiedler (de) : le directeur de l'hôtel Blanc
- Brigitte Mira : Madame Pillar
- Louis Soldan (de) : Armand
- Ernst Waldbrunn : Raymond, le gardien de prison
- Erich Nikowitz : Jean, le maître d'étage
- Fritz Eckhardt : l'aubergiste Napoléon
- Raoul Retzer : le policier à moto
- Hans Podehl (de) : Robert, le batteur
- Armand Ozory : le comte de Baskerville
- Hans Hais : le commissaire
- Hilde Jaeger : Marie, la gouvernante

## Production
Lors du tournage sur la Côte d'Azur, Peter Alexander n'a pas sa partenaire habituelle, son épouse Hilde Haagen (de), car elle est enceinte. Le dernier jour du tournage, le 28 août 1958, Alexander apprend la naissance de sa fille Susanne.